# 外匯管制

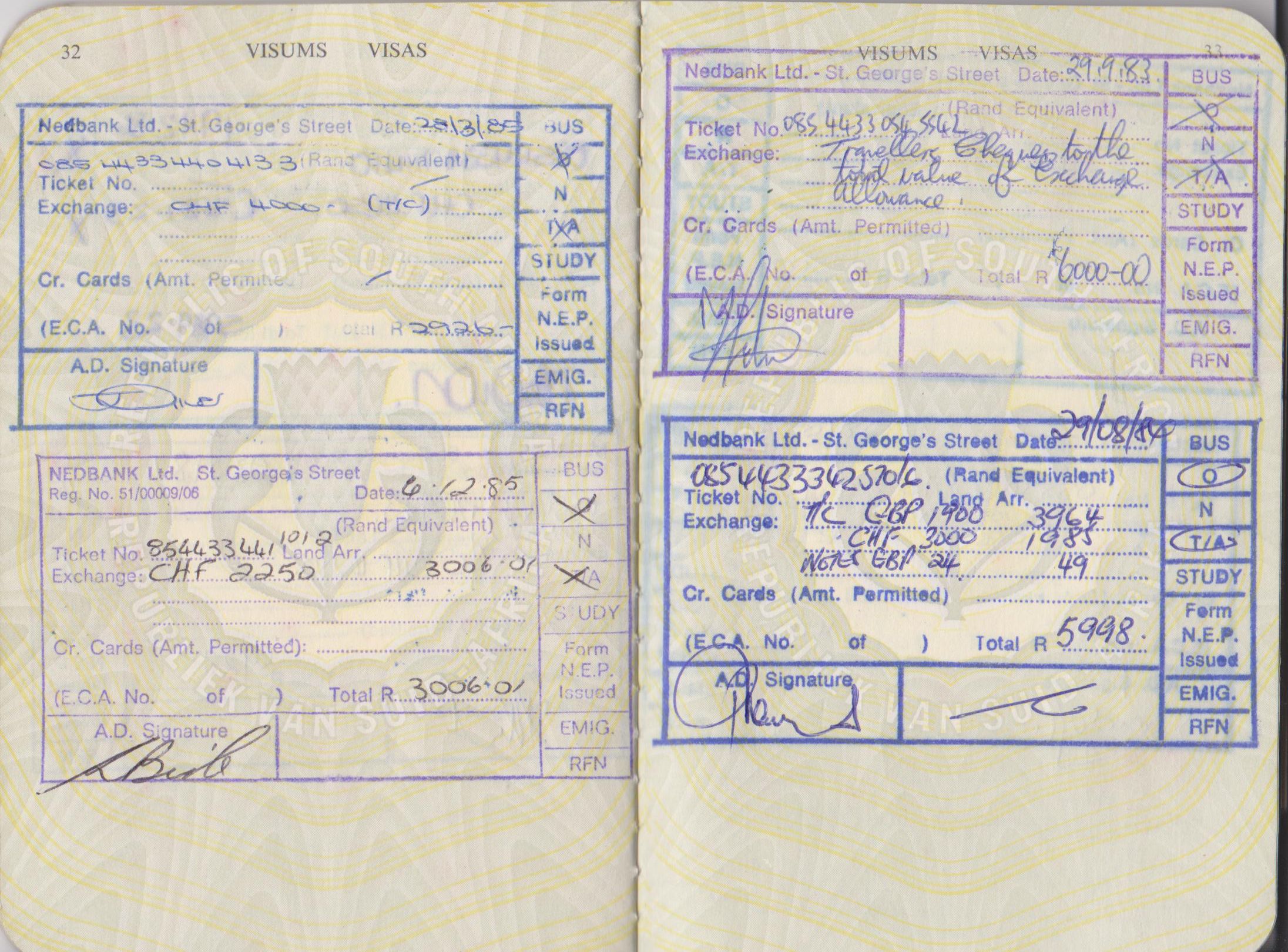
20世纪80年代中期南非护照上的四枚外汇管制印章，南非當局允许护照持有人将特定数量的货币带出国境。这是种族隔离时期的南非政府为限制本国资本外流而实施的外汇管制。

外汇管制是指一國政府对本國居民购买或出售外币、非本國居民购买或出售本國货币以及任何货币的跨境转移所实施的各种形式的管制。这些管制措施使各国能够通过控制货币的流入和流出來更好地管理本國经济，否则可能会造成汇率波动。经济薄弱的国家尤其是发展中国家通常使用外汇管制来限制投資者对本國货币的投机。這些國家还可能实行资本管制，以限制外国在本国的投资。

## 手段
常见的外汇管制手段包括：
- 禁止在国内使用外币；
- 禁止本国居民持有外币；
- 仅允许有资质的商家从事外汇兑换业务；
- 实施固定汇率；
- 限制跨境货币的数量。

一般来说，在外汇管制下对外汇的实际需求会大于能够从官方市场获得的外汇数量，因此会导致外汇黑市的出现，在这样的情况下，政府能否有效地实施外汇管制就不甚明朗。

## 历史
曾经絕大多数国家普遍施行外汇管制。例如，许多西欧国家在第二次世界大战结束后的几年里实施了外汇管制。然而，随着战后欧洲大陆经济的稳步提升，外汇管制逐渐被取消；例如，英國于1979年10月徹底取消外匯管制。
在法国，外汇管制始于第一次世界大战后。之后，在1939年至1967年期间，法國又重新實施外汇管制。在短暂的取消之后，1968年又恢复了外汇管制，1984年又放松了外汇管制，最后法國于1989年徹底取消了外汇管制。
此外曾實施外汇管制的国家有：
- 埃及：至1995年
- 芬兰：至1990年
- 以色列：至1994年
- 中華民國：至1987年

### 現今
如今，实行外汇管制的国家被称为 "第14条国家"（Article 14 countries），因为《国际货币基金组织协定》第14條中规定，只允许转型经济体实行外汇管制。
- 阿尔及利亚
- 安哥拉
- 阿根廷[5]：2011年至2015年，2019年至今
- 亞美尼亞
- 巴哈馬[6]
- 巴巴多斯
- 白俄罗斯[7]
- 喀麦隆
- 中华人民共和国[8][9]
- 古巴
- 埃塞俄比亚
- 加纳
- 印度
- 伊朗
- 利比亚
- 摩洛哥
- 缅甸
- 莫桑比克
- 纳米比亚[10]
- 尼泊尔[11]
- 奈及利亞
- 朝鲜民主主义人民共和国
- 俄罗斯
- 萨摩亚
- 南非[12]
- 苏丹
- 突尼斯
- 乌克兰[13]
- 乌兹别克斯坦
- 委內瑞拉
- 辛巴威
- 越南